# シンガポール航空368便火災事故
シンガポール航空368便火災事故（シンガポール航空368びんかさいじこ）は、2016年6月27日に発生した航空事故である。チャンギ国際空港からミラノに向かっていたシンガポール航空368便がエンジントラブルのためチャンギ国際空港へ引き返した。着陸後、右エンジンから出火したが、乗員乗客241人全員は無事に機外へ脱出した。

## 事故機材
事故を起こした航空機はボーイング777-312ER（機体記号：9V-SWB、製造番号33377）で、シンガポール航空が2006年11月に受領した9年目の機材である。
現在も事故を起こした航空機ボーイング777-312ERは使われている。

## 経緯
368便は6月27日の、2時05分(SST)にチャンギ国際空港を離陸した。
離陸から30分後、高度30,000フィート (9,100 m)付近を上昇中にエンジン系統の警報が作動した。EICASの左エンジンのオイル量パラメータが17ユニットを示していたのに対して、右エンジンのオイル量パラメータは1ユニットだった。また、右エンジンの油圧が60 - 70 psi (410 - 480 kPa)の間で変動しており、油温は左エンジンより10度高かった。 ただし、油圧と温度の両方のパラメータは通常の動作範囲内だった。 パイロットはマニュアルをチェックしたものの、対処方法の項目を見つけられなかった。
3時04分、機長はシンガポール航空のエンジニアリング・コントロールセンターへ連絡した。表示の不良について報告したところ、エンジニアは飛行継続を指示し、機長に担当者から助言を貰うと伝えた。連絡を受けた担当者は、エンジン系統の誤表示だろうと考え、シンガポールに戻るよう勧めた。3時20分にウェイ・ポイントVPGを通過したとき、副操縦士は通常通り残燃料についての計算を行った。すると、予定より600kg近く使用量が少ないことが判明した。その後、3時28分から20分ほど、機長や担当者の間で対応についての話し合いが行われた。50分ほど計器を監視したが、油量の表示以外に問題はなかったため、パイロットと担当者らはコントロールセンターに連絡をすることを条件に飛行を継続させることを決定した。その会話を終了した直後に、操縦捍とコックピットに異常な揺れを感じ、パイロットはエンジン出力設定を変更することによって問題を診断しようとした。そして、右エンジンの出力を下げると振動が止まることが分かった。パイロットたちはほぼ同時期ににコックピット内で焦げ臭いにおいを嗅いだが、それはすぐに消えた。パイロットは4時04分に、右エンジンをより高い出力にすると振動があるという問題をコントロールセンターに報告し、右エンジンをアイドル状態にし、シンガポールへ引き返すことを決定した。煙の匂いは客室でも感じられ、乗務員によると、機体前方で煙の匂いが強く、濡れたタオルを配り、鼻をつまんで呼吸するよう乗客へ指示した。パイロットは着陸前に約41,500kgの燃料を投棄し、機体重量を最大着陸重量以下にした。
6時49分に368便は、チャンギ国際空港の滑走路20Cへ着陸した。両エンジンの逆推力装置を起動したところ、右エンジンから火花が散り、大きな音がした。管制官や消防隊員は火災を目撃し、パイロットへ伝えた。コックピットでは、火災警報は作動しなかった。管制官は、誘導路E7との交差点で停止するよう指示した。出火から2分ほどで火災は鎮火し、7時10分に脱出が開始され、7時31分に脱出が完了した。

## 事故調査
シンガポール航空事故調査局（AAIB）は、シンガポール航空の事故を調査開始した。
シンガポール航空事故調査局(AAIB)によると故障個所は右エンジンによる燃料とエンジンオイルがほぼ全個所に溢れていたことが分かった。
そして事故機のMFOHEを開いて調査すると燃料チューブ1本に亀裂が生じ開いていることが判明した。この亀裂が入っていた箇所については何件かの破損事例が続いており、Service Bulletin(航空機メーカーが出す安全性の向上、故障低減のための作業指示書。SBと略されることが多い)が発行されていた。しかし、このエンジンを前回整備したのはSB発行の少し前だったためSBにある処置は行われなかった。